# Tino Chrupalla
Tino Chrupalla (ur. 14 kwietnia 1975 w Białej Wodzie) – niemiecki polityk, deputowany do Bundestagu, lider Alternatywy dla Niemiec.

## Życiorys
Kształcił się w zawodzie malarza i lakiernika, w 2003 uzyskał dyplom mistrzowski. Zajął się prowadzeniem własnej działalności gospodarczej w wyuczonym zawodzie.
W 2015 wstąpił do Alternatywy dla Niemiec, został m.in. przewodniczącym partii w powiecie Görlitz. W wyborach parlamentarnych w 2017 uzyskał mandat posła do Bundestagu, objął funkcję wiceprzewodniczącego frakcji swojego ugrupowania. W listopadzie 2019 został jednym z dwóch przewodniczących AfD (obok Jörga Meuthena); zastąpił na tej funkcji Alexandra Gaulanda.
W wyborach w 2021 był jednym z dwóch głównych kandydatów AfD (drugim została Alice Weidel). Ponownie został wówczas wybrany do niższej izby federalnego parlamentu. Od stycznia 2022, w związku z odejściem z partii Jörga Meuthena, samodzielnie kierował AfD; w czerwcu tegoż roku ponownie został współprzewodniczącym (obok Alice Weidel). W 2025 z powodzeniem ubiegał się o poselską reelekcję.